# Trachyboa boulengeri
Trachyboa boulengeri là một loài rắn trong họ Tropidophiidae. Loài này được Peracca mô tả khoa học đầu tiên năm 1910.